# Saint-Germain-de-Vibrac
Saint-Germain-de-Vibrac es una comuna francesa situada en el departamento de Charente Marítimo, en la región de Nueva Aquitania.

## Demografía
| 256 | 216 | 224 | 201 | 197 | 196 | 182 |
| Para los censos de 1962 a 1999 la población legal corresponde a la población sin duplicidades (Fuente: INSEE [Consultar]) |     |     |     |     |     |     |